# Осколки (фильм, 1921)
Осколки (нем. Scherben) — немецкий немой фильм режиссёра Лупу Пика, снятый в 1921 году.

## Создание
В работе над своими фильмами, Карл Майер нашёл в Лупу Пике режиссёра, равного ему по таланту. Однако интересным фактом является то, что Лупу Пик старался всячески избегать слов в своих фильмах. В конце 1926 года он так определил своё искусство: 

"Сущность интересует меня больше, чем форма. Каждый план должен быть одухотворён мыслью. Но я ненавижу фильмы с заданной идеей... Жизнь — вот неисчерпаемый источник, которым мы должны неизменно питать вдохновение. Я — реалист. Следует без колебаний показывать жизнь во всех её видах, без прикрас. Не надо идеализма, не надо и пессимизма. В жизни радость и печаль, трагическое и комическое тесно переплетаются — передадим же это поточнее. Впрочем, разве не вдохновляет пример великого Чаплина? Фильм следует полностью очистить от слов. Никаких титров! Достаточно фотогении. Я сторонник единства времени и даже единства места. Это делает фильм целостным, ясным, колоритным. Но допускаю, что эти правила не обязательны для всех. Я написал сценарий, где единственные исполнители — руки и вещи..."
Кроме того, он писал: 

"В своих фильмах я пытаюсь не пользоваться экспрессионистским бредом и черпать вдохновение в повседневных ощущениях жизни. Конечно, техника до некоторой степени меня занимает, равно как и декорации, но больше всего меня волнует драма обездоленных. Я думаю, что в нашем искусствеследует главным образом показывать повседневное молчание, за которым скрывается убогость будничного поведения, продиктованного исключительно привычками. Во всяком случае,- никаких титров, никаких слов, даже просто написанных"

## Сюжет
В провинцию приезжает ревизор, который влюбляется в дочь обходчика. Вскоре, их в постели застаёт мать, которая ночью идёт в церковь и замерзает. Дочь обходчика просит ревизора взять её с собой в город, но получает грубый отказ. Она рассказывает всё своему отцу, и тот в порыве гнева убивает ревизора. В этот момент появляются единственные в фильме слова: "Я- убийца!"...